# Waling Dykstra
Waling Gerrits Dykstra (født 14. august 1821 i Froubuurt (Vrouwenparochie) i Het Bildt kommune, død 5. januar 1914 i Holwerd, Dongeradeel kommune) var en frisisk digter.
Dykstra var søn af en bager og som ung mand udførte han også jobbet selv. Senere viet han sig til litteratur, Volkstheater (folketeateret) og Fryske Beweging, en bevægelse for ligestilling og udvikling af det vestfrisiske sprog. Han skylder sin berømmelse i Friesland denne sidste aktivitet og sit samarbejde i en ordbog over vestfrisisk (Friesch Woordenboek, udgivet 1895). Endvidere skrev han frisiske digte.

## Wat bistû leaflik, rizende simmermoarn!
Digt (Hvor er du dejlig, opstigende sommermorgen!) af Waling Dykstra på frisisk og nederlandsk:
| Frisisk: | Nederlandsk: | Dansk: |
| Wat bistû leaflik, rizende simmermoarn! ’t Opgeande sintsje laket my oan. ’t Hoantsje kraait kûkelû, ’t douke ropt rûkûkû, Ik wol ek sjonge fleurich fan toan.                  | Wat ben je lieflijk, rijzende zomerochtend! Het opgaande zonnetje lacht me toe. 't Haantje kraait kukelu, 't duifje roept roekoekoe, Ik wil ook zingen blij van toon.       | Hvor er du dejlig, stigende sommer morgen! Den opgående sol smiler til mig. Haner galer kykeliky, duen kurrer, Også jeg vil synge glad i tonen.                 |
| Alles wat libbet docht der nou sines bij, Fôltsjes en kealtsjes, hynders en kij. Guoskes dy’t snetterje, skiepkes dy’t bletterje, Lamkes dy’t springe, nuvere blij.             | Al wat leeft draagt zijn steentje bij, Veulentjes en kalfjes, paarden en koeien. Ganzen die snateren, schapen die blaten, Lammetjes die springen, wonderlijk blij.          | Alt, hvad der lever, bidrager lidt, Føl og kalve, heste og køer. Gæs der skræpper, får, der bræger, Lam, der hopper, vidunderligt glade.                        |
| ’t Ljurkje yn’e wolken, d’eintsjes yn’t lizich wiet, Moskjes en sweltsjes, elts sjongt syn liet. Earbarren klapperje, ljipkes wjukwapperje, Skries op’e hikke ropt grito-griet. | 't Leeuwerikje in de wolken, eendjes in het water, Mussen en zwaluwen, elk zingt zijn lied. Ooievaars klapperen, kieviten wapperen, De grutto op het hek roept grito-griet. | Lærker i skyerne, ænder i vandet, Spurve og svaler, hver synger sin sang. Storke, der klaprer, fugle svømmer, Kobbersneppen på hegnet giver sin hilsen i klang. |

(uautoriseret oversættelse til dansk)

## Forfatterskab
- It heamiel by Gealeboer 1850
- Winterjounen by Gealeboer 1851
- Blommekrânske for de Fryske berntsjes 1851
- Hûsnocht for de bern 1852
- De blide berntsjes 1853
- De sulveren rinkelbel - 1856
- De Fryske Thyl Ulespegel of De wonderlike Libbenskiednis fen Hantsje Pik 1860
- Ut en Thús 1880
- Uit Frieslands Volksleven - 1892 (Niederlounsk)
- Friesch Woordenboek - 1895
- Net nij, ek net wei 1912